# Metaplax crenulata
Metaplax crenulata is een krabbensoort uit de familie van de Varunidae. De wetenschappelijke naam van de soort is voor het eerst geldig gepubliceerd in 1856 door Gerstaecker.